# Carter Cruise
Carter Cruise (Atlanta, 24 aprile 1991) è un'attrice pornografica statunitense.

## Biografia
Nata ad Atlanta, in Georgia, ma cresciuta a Cary, in Carolina del Nord, durante la scuola superiore lavorò tre settimane ad un Bruegger's Bagels. Nel 2009, benché non volesse frequentare l'università, si iscrisse ai corsi di psicologia e a corsi preparatori per la facoltà di legge della Università della Carolina Orientale per non lasciare il ragazzo che frequentava. Al primo anno di università prestò giuramento a una confraternita, e al secondo iniziò a occuparsi della consolle, nell'attività di DJ, giocando durante la sua carriera accademica a lacrosse.

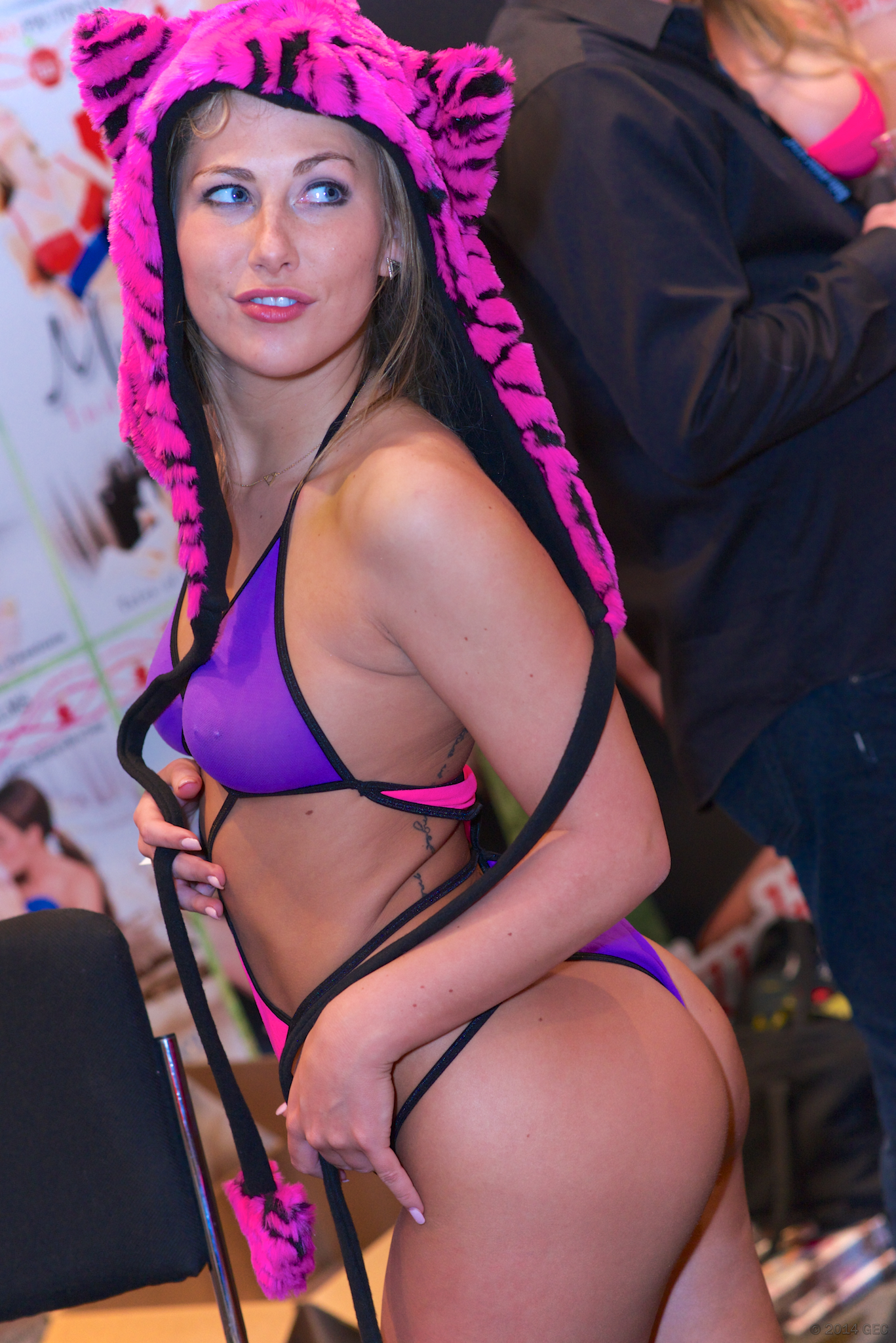
All'AVN AEE del 2014

Nell'estate 2013 si presta ad alcuni scatti per un fotografo di erotismo, grazie al quale ha una conoscenza diretta del mondo della pornografia. Convinta nella sua scelta, ma non potendo allontanarsi dalla costa est, gira alcune scene, intervallandole con lo studio, per la East Coast Talent in Florida, tra le quali la prima è inserita in Pussy Fest. Dopo quattro anni e mezzo di università, lascia gli studi per intraprendere una carriera a tempo pieno nell'intrattenimento per adulti, spostandosi a Los Angeles nel mese di marzo 2014 e firmando con l'agenzia Rising Star PR; a giugno poi conclude un contratto con Spiegler Girls (di Mark Spiegler), dopo aver fatto delle ricerche sul mondo del porno e sulle agenzie di attrici che la portarono a scegliere questa nel mese di marzo. Nel suo primo anno nel settore è comparsa in importanti film con trama, quali American Hustle XXX, nel ruolo di Mrs. Polito, Cenerentola XXX (Cinderella XXX), nel ruolo della sorellastra, e Second Chances, nel ruolo della protagonista. Davanti alla telecamera si è impegnata relativamente presto in atti sessuali più "spinti", con la prima scena di sesso anale, già praticato in privato, girata per essere rilasciata ad un anno di distanza e finita invece per essere pubblicata due settimane dopo la registrazione stessa; così nel 2014, con On the Air, viene pubblicata dalla Wicked Pictures la sua prima scena con una doppia penetrazione, che per lei è la seconda in assoluto, dopo averla provata sul set, ma a telecamere spente, la settimana precedente.
Nel 2015 è diventata la seconda attrice, dopo Jenna Jameson nel 1996, ad aver vinto nello stesso anno i premi AVN per la Best New Starlet (Miglior Debuttante) e la Best Actress (Miglior Attrice). Nell'ottobre dello stesso anno ha firmato un contratto annuale di esclusiva con la Axel Braun Productions. Dal mese di agosto era già impegnata a girare solo scene con partner femminili.
Nel corso della sua carriera ha avuto modo di lavorare con grandi nomi del settore, quali Asa Akira (in Caught), Toni Ribas (in Meet Carter Cruise), Steven St. Croix (in Our Father), Erik Everhard (in Anal Cuties 1) e Manuel Ferrara (in Wet Asses 4).
È amica delle colleghe Belle Knox, a cui è stata solidale dopo le accuse e le discriminazioni ricevute da questa una volta scoperta la sua carriera durante gli studi alla Università Duke, e Dakota Skye, insieme alla quale ha iniziato la carriera, venendo notate entrambe in occasione del Fetish Con del 2013 a Tampa e messe sotto contratto dalla Spiegler Girls.

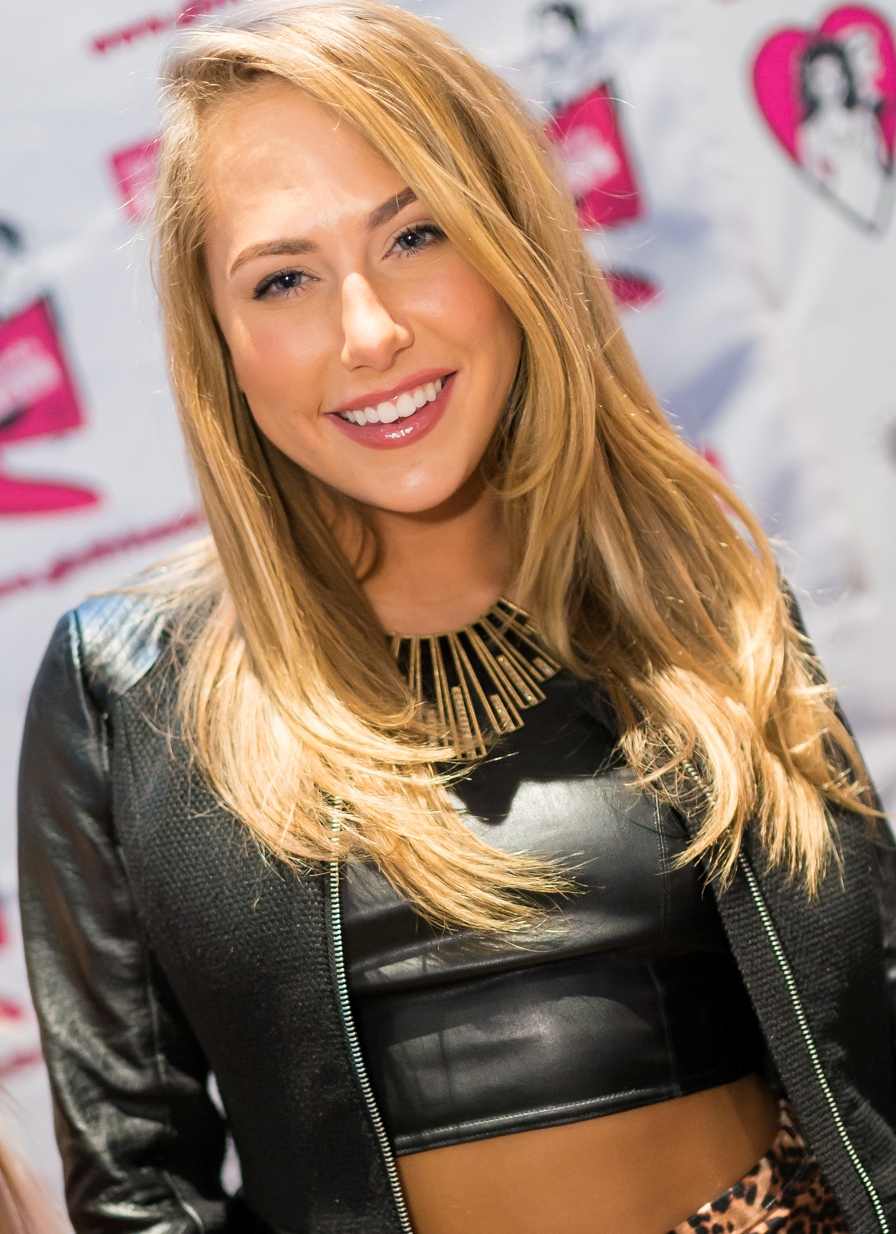
All'AVN Expo 2015

Pur non guardando molto materiale hardcore, apprezza la pornografia hentai giapponese. Ha tatuato sul fianco sinistro la scritta "I feel there is an angel in me", un triangolo con un cerchio sul braccio destro e all'interno del polso.

### Altri settori
Avendo da sempre voluto essere nel mondo dell'intrattenimento, ha creato il concetto di "Carter Cruise" come marchio e come mezzo per raggiungere i suoi obiettivi nel mondo della scrittura, della recitazione, della musica e della moda, iniziando questo percorso dalla pornografia in modo da avere un capitale iniziale e dei contatti. Si occupa di lavoro sessuale, una serie di articoli sulla rivista Cosmopolitan, in cui parla di donne che lavorano nell'industria legata al sesso. È diventata portavoce e ambasciatrice del marchio Airerose Entertainment.
Interessata al mondo della musica, nel quale intende apparire con dei suoi pezzi, e nell'attività di DJ, fa il suo esordio il 19 gennaio 2015, con la canzone, "DUNNIT", in collaborazione con Styles&Complete e Crichy Crich.

## Riconoscimenti
Con 15 nomination, più una per il film Meet Carter, è stata l'attrice più nominata delle premiazioni 2015.
- AVN Awards
  - 2015 – AVN Award for Best Actress (film) per Second Chances[18]
  - 2015 – AVN Award Best New Starlet[18]
  - 2015 – Candidatura Best All-Girl Group Sex Scene con Samantha Saint e Penny Pax per Cinderella XXX: An Axel Braun Parody[19]
  - 2015 – Candidatura Best All-Girl Group Sex Scene con Anikka Albrite, Dana DeArmond, Sara Luvv, Marina Angel e Cati Parker per Twisted Fate[19]
  - 2015 – Candidatura Best Double Penetration Sex Scene con Ramón Nomar e Erik Everhard per Meet Carter[19]
  - 2015 – Candidatura Best Group Sex Scene con Dani Daniels, Candice Dare, Aidra Fox, Jillian Janson e Manuel Ferrara per Manuel Ferrara's Reverse Gangbang 2[19]
  - 2015 – Candidatura Best Oral Sex Scene con Penny Pax per Cinderella XXX: An Axel Braun Parody[19]
  - 2015 – Candidatura Best Three-Way Sex Scene – B/B/G con Van Wylde e Kurt Lockwood per American Hustle XXX Porn Parody[19]
  - 2015 – Candidatura Cutest Newcomer (Premio dei Fan)[20]
  - 2016 – Best Three-Way Sex Scene – Boy/Boy/Girl con Flash Brown e Jason Brown per Carter Cruise Obsession[21]
  - 2016 – Candidatura Mainstream Star of the Year[22]
  - 2016 – Candidatura Female Performer of the Year[22]
  - 2016 – Candidatura Best Actress per Waiting on Love[22]
  - 2016 – Candidatura Best All-Girl Group Sex Scene con Adriana Chechik, Jelena Jensen e Tara Morgan per The Turning[22]
  - 2016 – Candidatura Best Anal Sex Scene con Flash Brown per Carter Cruise Obsession[22]
  - 2016 – Candidatura Best Boy/Girl Sex Scene con Derrick Pierce per Batman v Superman XXX: An Axel Braun Parody[22]
  - 2016 – Candidatura Best Double Penetration Sex Scene con Ramón Nomar e Toni Ribas per All Access Carter Cruise[22]
  - 2016 – Candidatura Best Girl/Girl Sex Scene con Jessie Andrews per Jessie Loves Girls[22]
  - 2016 – Candidatura Best Group Sex Scene con Anikka Albrite, Skin Diamond, Dahlia Sky, Adriana Chechik e Mick Blue per Mick Blue Is One Lucky Bastard[22]
  - 2016 – Candidatura Best Group Sex Scene con Bill Bailey, Chris Strokes, Jessy Jones, John Strong, Mark Wood e Ramón Nomar per Slut Puppies 9[22]
  - 2016 – Candidatura Best Oral Sex Scene per Facialized 2[22]
  - 2016 – Candidatura Best Three-Way Sex Scene – G/G/B con Jessa Rhodes e Manuel Ferrara per Fluid 3[22]

- NightMoves Award
  - 2014 – Best New Starlet (Scelta dei fan)[23][24]
  - 2015 – Candidatura Best Female Performer[25]
- XBIZ Award
  - 2015 – Best New Starlet[26]
  - 2015 – Best Actress – Feature Movie per Second Chances[26]
  - 2015 – Best Actress — All-Girl Release per Lesbian Vampire Academy[26]
  - 2015 – Candidatura Best Actress – Couples-Themed Release per Happy Anniversary[27]
  - 2015 – Candidatura Best Supporting Actress per American Hustle XXX[27]
  - 2015 – Candidatura Best Scene – Feature Movie con Chad White per Second Chances[27]
  - 2015 – Candidatura Best Scene – All-Girl con A.J. Applegate per Fucking Girls 8[27]
  - 2016 – Best Sex Scene — All-Girl con Jessie Andrews per Jessie Loves Girls[28]
  - 2016 – Candidatura Female Performer of the Year[29]
  - 2016 – Candidatura Best Sex Scene – Couples-Themed Release con Marcus London per Forbidden Affairs: The Stepdaughter 3[29]
  - 2016 – Candidatura Best Sex Scene – All-Girl con Adriana Chechik, Abella Danger e Phoenix Marie per Buttslammers[29]
  - 2016 – Candidatura Best Sex Scene – All-Girl con Kayden Kross per Carter Cruise Wide Open[29]
- XRCO Award
  - 2015 – New Starlet[30][31]
  - 2015 – Candidatura Best Actress per Second Chances[30]
  - 2015 – Candidatura Cream Dream[30]
  - 2015 – Candidatura Orgasmic Oralist[30]
  - 2016 – Candidatura Female Performer of the Year[32]

## Filmografia
- Virgin Manipulations, di Levi Cash (2014)
- Anal Cuties, di Mason (2014)
- Caught, di Jonathan Morgan (2014)
- Daddy's Favorite, di Eddie Powell (2014)
- 2 For You, di Paul Woodcrest (2014)
- Meet Carter Cruise, di Paul Woodcrest (2014)
- Wet Asses 4, di William H. Nutsack (2014)
- Inside Her Ass 3, di Mike Adriano (2014)
- Break Up Blues, di Jonathan Morgan (2014)
- Second Chances, di Eddie Powell e Jacky St. James (2014)
- American Hustle XXX Porn Parody, di Will Ryder (2014)
- POV Pervert 17, di Tim Von Swine (2014)
- Manuel Ferrara's Reverse Gangbang 2, di Chris Streams (2014)
- Anal Young 'uns, di Mark Wood e Francesca Lé (2014)
- Student Bodies 2, di James Avalon (2014)
- Strap Some Boyz 3, di Joey Silvera (2014)
- Cinderella XXX: An Axel Braun Parody, di Axel Braun (2014)
- Sorority Car Wash, di Derek Dozer (2014)
- Pure 2, di Derek Dozer (2014)
- Slut Puppies 9, di Jules Jordan (2014)
- American Nannies, di B. Skow (2014)
- My Family's Creampie Recipe, di Jacky St. James (2014)
- Lesbian Babysitters 12, di Melissa Monet (2014)
- DP Me 2, di Mason (2015)
- Mick Blue Is One Lucky Bastard, di Mick Blue (2015)
- Oil Overload 12, di Chris Streams (2015)
- Carter's Anal College, di Stills by Alan (2015)
- Jessie Loves Girls, di Dana Vespoli (2015)